# Toten-Insel (pjäs)

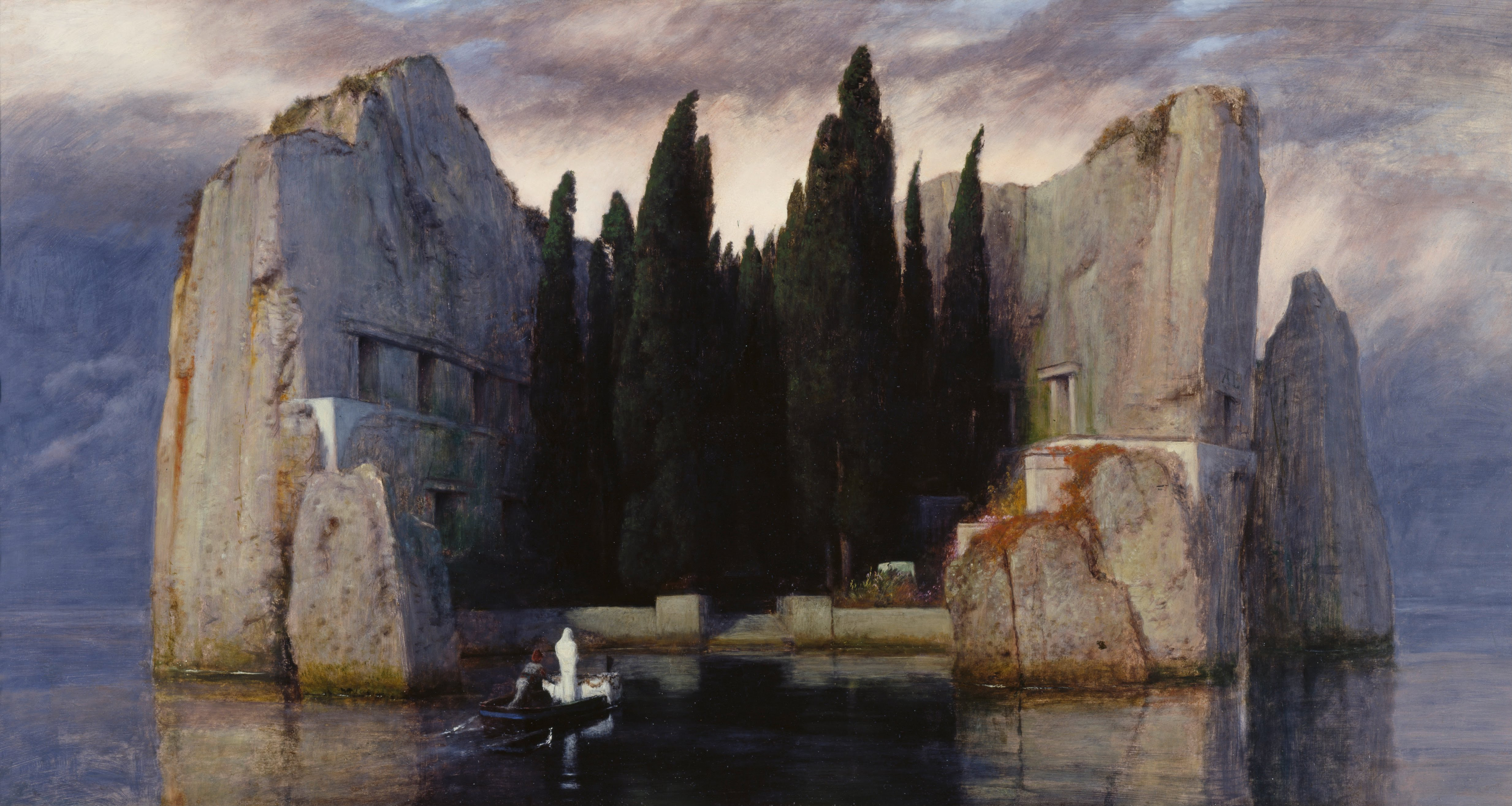
Arnold Böcklins Dödens ö (1883).

Toten-Insel är en aldrig avslutad pjäs av August Strindberg från 1907.
Titeln anspelar på Arnold Böcklins målning Dödens ö (Die Toteninsel), och pjäsens handling knyter an till kammarspelet Spöksonaten.